# Клавіо Меча
Клавіо Меча (алб. Klavio Meça, 9 квітня 1996 — 27 грудня 2020) — албанський спортсмен. Учасник Чемпіонату світу з водних видів спорту 2017, де в попередніх запливах на дистанції 200 метрів вільним стилем посів 65-те місце і не потрапив до півфіналу. 